# Die Zeit
Die Zeit è un settimanale tedesco. Dà molto spazio all'analisi politica tenendo una linea editoriale vicina al centrosinistra.
È stato fondato ad Amburgo nel 1946 e vende circa 470 000 copie. Dal 2004 è diretto dall'italo-tedesco Giovanni di Lorenzo.

## Posizione politica
Die Zeit è un giornale che si colloca politicamente tra il Liberalismo e il Liberalismo sociale, nonostante ciò mantiene, nei casi delle discussioni più spinose, una veduta neutra, in modo da far creare un'opinione personale al lettore.
Tra le sezioni più apprezzate del settimanale vi è la pagina Streit, dove più voci e firme si confrontano su tematiche di attualità. Ad ogni edizione, stampata in formato Broadsheet, viene poi allegato Zeit Magazin.  Vasta è anche la gamma di riviste mensili, bi- e trimestrali di settore pubblicate a pagamento dalla casa editrice del settimanale: tra le più importanti, Zeit Geschichte, incentrata su storia e storiografia, Zeit Campus, pensata per gli studenti universitari, Zeit Wissen, d’interesse scientifico.